# Chuyến bay 3183 của Tajikistan Airlines
Chuyến bay 3183 của Tajikistan Airlines là một chiếc Tupolev Tu-154B-1 bị rơi vào ngày 15 tháng 12 năm 1997 khi tiếp cận Sân bay quốc tế Sharjah ở Các Tiểu vương quốc Ả Rập Thống nhất. Chỉ có một người sống sót duy nhất, người hoa tiêu, trong đoàn gồm bảy và bảy mươi chín hành khách. Các nhà điều tra xác định nguyên nhân vụ tai nạn là lỗi của phi công dẫn đến điều khiển bay vào địa hình.

## Tai nạn

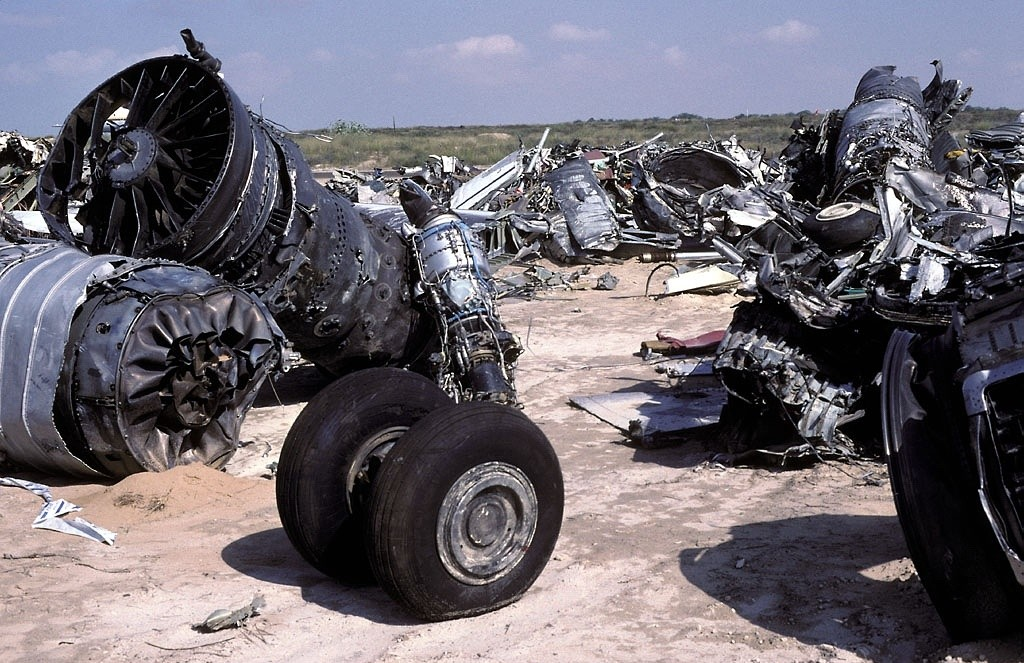
Tàn tích của chiếc máy bay

Máy bay khởi hành từ Sân bay Khudzhand vào chiều ngày 15 tháng 12 năm 1997. Khi đi vào không phận của Tiểu vương quốc Sharjah, máy bay bắt đầu hạ độ cao, gặp phải sóng gió trên đường hạ cánh. Chuẩn bị cho lần tiếp cận cuối cùng, phi hành đoàn đã không nhận thấy rằng họ đang ở quá thấp, và chiếc máy bay đã lao xuống sa mạc cách Sân bay Sharjah khoảng 13 kilômét (8,1 mi) về phía đông. Tất cả 79 hành khách đều thiệt mạng (mặc dù một người sống sót sau vụ tai nạn, nhưng sau đó chết trong bệnh viện) cũng như 6 trong số 7 thành viên phi hành đoàn. Người sống sót duy nhất được xác định là hoa tiêu chuyến bay, Sergei Petrov, 37 tuổi.
Tổ chức Hàng không Dân dụng Quốc tế cho rằng nguyên nhân có thể xảy ra là "Phi công đã hạ độ cao xuống dưới độ cao được chỉ định và vô tình tiếp tục lao xuống địa hình. Các yếu tố góp phần là căng thẳng do bản thân gây ra, nhiễu loạn nhẹ và không tuân thủ các quy trình vận hành". Chủ tịch của Công ty Hàng không Nhà nước Tajikistan, người đã thuê chuyến bay, tuyên bố rằng một vụ nổ đã xảy ra trên máy bay trước khi vụ tai nạn xảy ra, nhưng không có bằng chứng nào chứng minh điều này.

## Hậu quả
Tổng thống Uzbekistan, Islam Karimov, đã gửi lời chia buồn tới người đồng cấp Tajikistan Emomali Rahmon sau vụ tai nạn. Tất cả 85 nạn nhân ngoại trừ một (đến từ Kerman, Iran) đều đến từ Khujand; những chiếc quan tài được bay trở lại đó để chôn cất. Có tới 3.000 người tập trung tại quảng trường chính của Khujand để đưa tang, trong khi Thủ tướng Tajik, Yahyo Azimov, nói về "một thảm kịch khủng khiếp". 19 thi thể (bao gồm 18 người Tajikistan và một người Iran) bị hư hại nghiêm trọng và không thể xác định được danh tính; sau đó họ được chôn cất trong một ngôi mộ tập thể gần Sân bay quốc tế Dushanbe.